# Jean-Paul Gauzès
Jean-Paul Gauzès (ur. 1 października 1947 w Tuluzie, zm. 13 września 2023) – francuski polityk i ekonomista, eurodeputowany.

## Życiorys
Absolwent Instytutu Nauk Politycznych w Tuluzie. Uzyskał również licencjat w zakresie nauk ekonomicznych, odbył studia z prawa publicznego, a także uzyskał uprawnienia adwokata. Od 1969 do 1972 pracował jako nauczyciel akademicki w Tuluzie. Następnie do końca lat 70. był urzędnikiem administracji oświatowej. W latach 1980–1994 praktykował jako adwokat przy Radzie Stanu i Sądzie Kasacyjnym. Od 1998 zajmował dyrektorskie stanowisko w sektorze bankowym.
Należał do gaullistowskiego Zgromadzenia na rzecz Republiki. W 2002 wstąpił do powstałej m.in. na bazie RPR Unii na rzecz Ruchu Ludowego.
Od 1983 wybierany na urząd mera Sainte-Agathe-d’Aliermont, pełnił tę funkcję do 2013. W latach 1993–2009 był członkiem rady regionalnej Górnej Normandii, w 1998 pełnił funkcję jej przewodniczącego. W 2004 uzyskał mandat posła do Parlamentu Europejskiego. Zasiadał w grupie Europejskiej Partii Ludowej i Europejskich Demokratów. W 2009 został wybrany na kolejną kadencję, zasiadając w PE do 2014.
Odznaczony Legią Honorową klasy V (2004) i IV (2019).